# Sanne Salomonsen

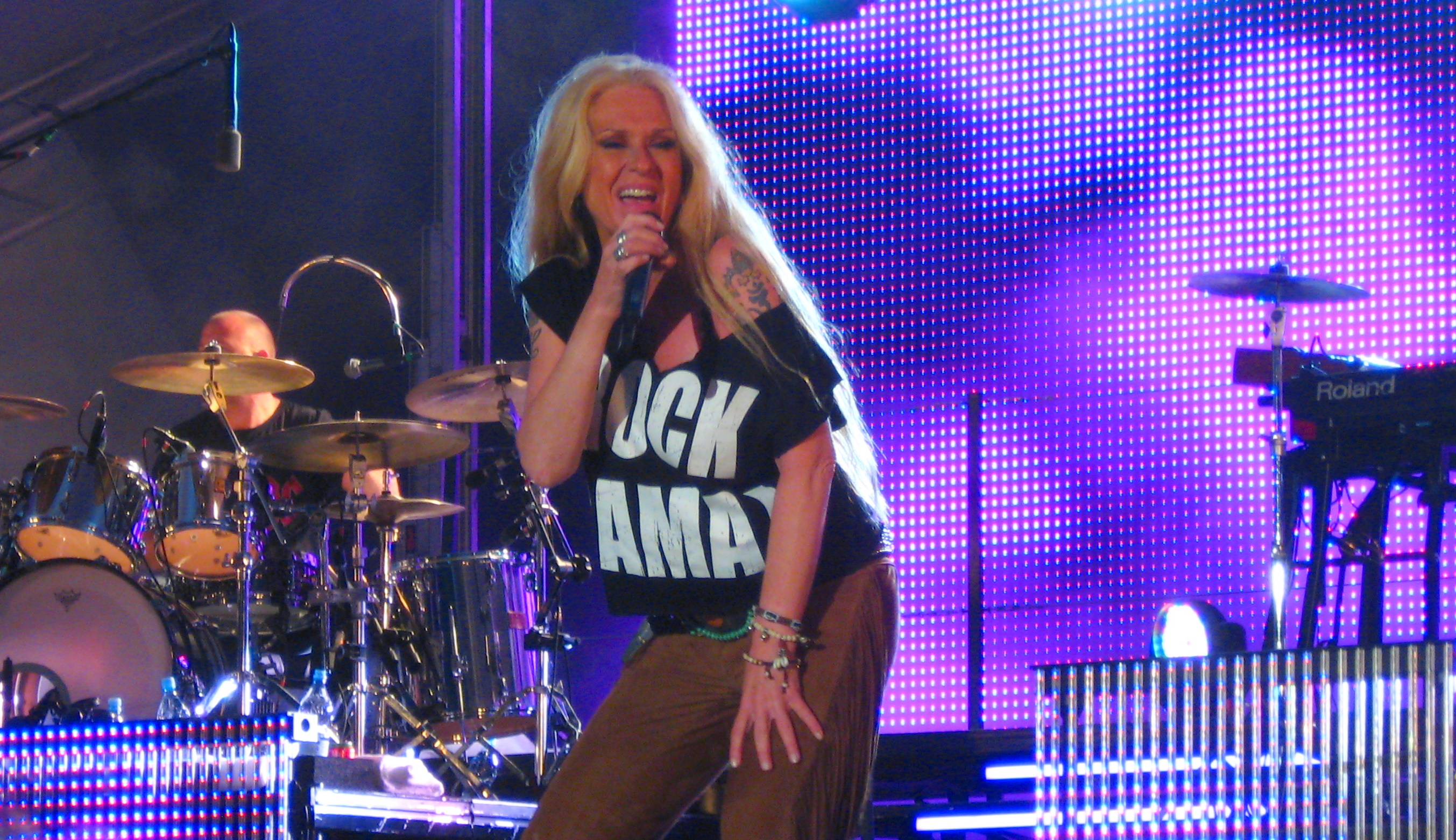
Sanne Salomonsen in 2010 in Aalborg

Sanne Salomonsen (Frederiksberg, 30 december 1955) is een Deense jazz- en rockzangeres.

## Biografie
Salomonsen is de dochter van de ornitholoog Finn Salomonsen; haar moeder heette Ruth Birgit Nielsen (1923–2010). Ze komt uit een muzikaal milieu, haar vader was een amateurjazzpianist. Als zesjarig meisje trad ze op voor de televisie als balletdanseres en op 13-jarige leeftijd debuteerde ze als zangeres bij een plaatselijk bandje en kort daarna kreeg ze een rol in de musical Hair. Als 17-jarige kwam ze onder contract bij het platenlabel Sonet Records en in 1973 kwam haar debuutalbum Sanne Salomonsen uit. Hierna volgden nog vele concerten vooral in Denemarken en Zweden en kwamen er nieuwe albums uit.
Vanaf 1980 trad ze op met de band Sneakers. In 1983 speelde ze in de speelfilm Forræderne de vrouwelijke hoofdrol, waarna ze in nog meer speelfilms te zien was. In 1986 trad ze voor het eerst op in de Verenigde Staten. Daarna volgden talrijke optredens met internationaal bekende artiesten waaronder Amanda Marshall, Michael Brecker, Randy Brecker, David Sanborn en Toots Thielemans.
Sanne Salomonsen heeft een markante stem. Ze zingt zowel in het Deens als het Engels. In musicals trad ze op als jazz-zangeres. Sinds 1980 werkte ze samen met de band van collegazangeres Anne Linnet.
In 2006 werd ze getroffen door een herseninfarct, maar in 2008 was ze weer in staat om een single uit te brengen. Tot in 2019 stonden optredens in Denemarken op haar programma.

## Discografie (selectie)

### Soloalbums
- Sanne Salomonsen (1973)
- Precious Moments (1977)
- Sanne Salomonsen (1985)
- Ingen engel (1987) (In hetzelfde jaar onder de Engelse titel No Angel uitgegeven)
- Sanne (1989)
- Love Is Gonna Call (1990)
- Where Blue Begins (1991)
- Language of the Heart (1994)
- 1996 (1996) (Ook uitgegeven in het Engels)
- In a New York Minute (1998)
- Freedom (2003)
- The Album (2005)
- Unico (2009)

### Verzamelalbums
- Unplugged (1994)
- De bedste af de bedste vol. 1 (2000)
- De bedste af de bedste vol. 2 (2000)
- The Show (2005) (Live DVD en album)
- The Hits (2006)